# Pomnik żeglarzy i rybaków zaginionych na morzu
Pomnik żeglarzy i rybaków zaginionych na morzu – pomnik w Lipawie, na Łotwie. Został odsłonięty w 1977 roku.
Pomnik został odsłonięty w 1977 roku. Jego architektem był Gunārs Asaris, a autorem rzeźby Alberts Terpilovskis. Monument położony jest niedaleko brzegów Morza Bałtyckiego. Składa się on z wysokiego na 11 m postumentu, na którym umieszczona jest brązowa rzeźba kobiety skierowanej w stronę morza i wypatrującej swoich krewnych bądź ukochanego. Na postumencie umieszczona jest tablica pamiątkowa poświęcona pamięci żeglarzy i rybaków zaginionych na morzu. 8 kwietnia 2000 roku na postumencie odsłonięto także drugą tablicę, dedykowaną zmarłej załodze amerykańskiego samolotu zestrzelonego w pobliżu Lipawy przez siły powietrzne Związku Radzieckiego 8 kwietnia 1950 roku.